# Paracaryum physodes
Paracaryum physodes là loài thực vật có hoa trong họ Mồ hôi. Loài này được H. Rield mô tả khoa học đầu tiên.